# Metgöl (Hallingebergs socken, Småland)
Metgöl är en sjö i Västerviks kommun i Småland och ingår i Storån-Botorpsströmmens kustområde.